# Nyuydi (ort i Azerbajdzjan)
Nyuydi är en ort i Azerbajdzjan.   Den ligger i distriktet Ağsu Rayonu, i den centrala delen av landet, 130 km väster om huvudstaden Baku. Nyuydi ligger 812 meter över havet och antalet invånare är 577.
Terrängen runt Nyuydi är kuperad, och sluttar söderut. Närmaste större samhälle är Aghsu, 13,7 km söder om Nyuydi.
Trakten runt Nyuydi består till största delen av jordbruksmark. Runt Nyuydi är det ganska tätbefolkat, med 60 invånare per kvadratkilometer.